# Interstate 280 (Iowa-Illinois)
Pour les articles homonymes, voir Interstate 280.
L'Interstate 280 (I-280) est une autoroute auxiliaire qui forme les segment ouest et sud autour de Quad Cities en Illinois et en Iowa. L'autoroute débute à l'intersection avec l'I-80 près de Davenport, Iowa et se termine à l'I-80 près de Colona, Illinois. Son segment est forme un multiplex avec l'I-74. L'I-280 forme une voie de contournement autour de Davenport. La route fait 26,98 miles (43,42 km) de long.

## Description du tracé

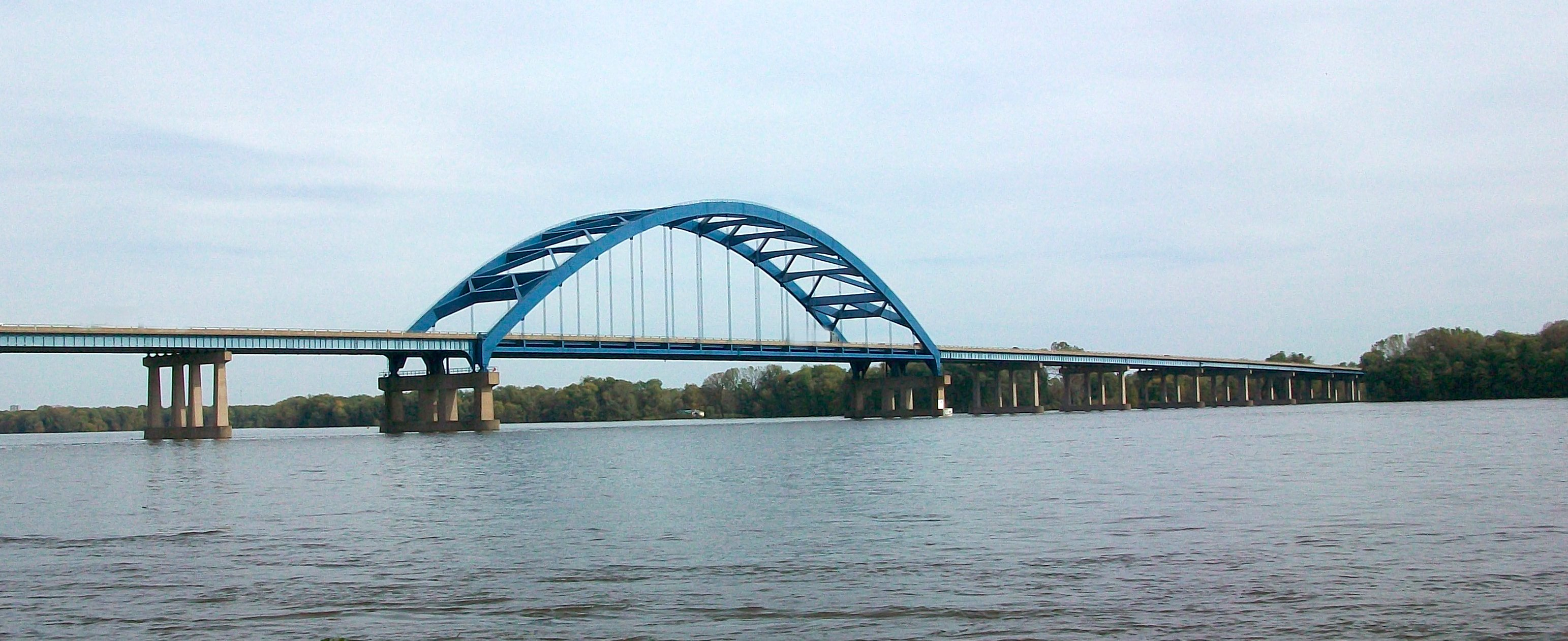
L'I-280 traverse le Mississippi sur le Pont Baker

L'I-280 débute à un échangeur avec l'I-80 dans les limites nord-ouest de Davenport. La US 6 et la US 61 rejoignent l'I-280 à cet échangeur. L'autoroute se dirige au sud le long des limites ouest de Davenport. Tout juste après avoir débuté, la US 6 quitte le multiplex. L'autoroute croise ensuite quelques voies locales.
Plus au sud, l'I-280 passe à côté du West Lake Park. Plus loin, la US 61 quitte le multiplex en direction de Muscatine. Au sud de cet échangeur, l'I-280 se courbe vers le sud-est en direction du fleuve Mississippi. Elle traverse celui-ci et entre en Illinois via le Pont Sergeant John F. Baker Jr.

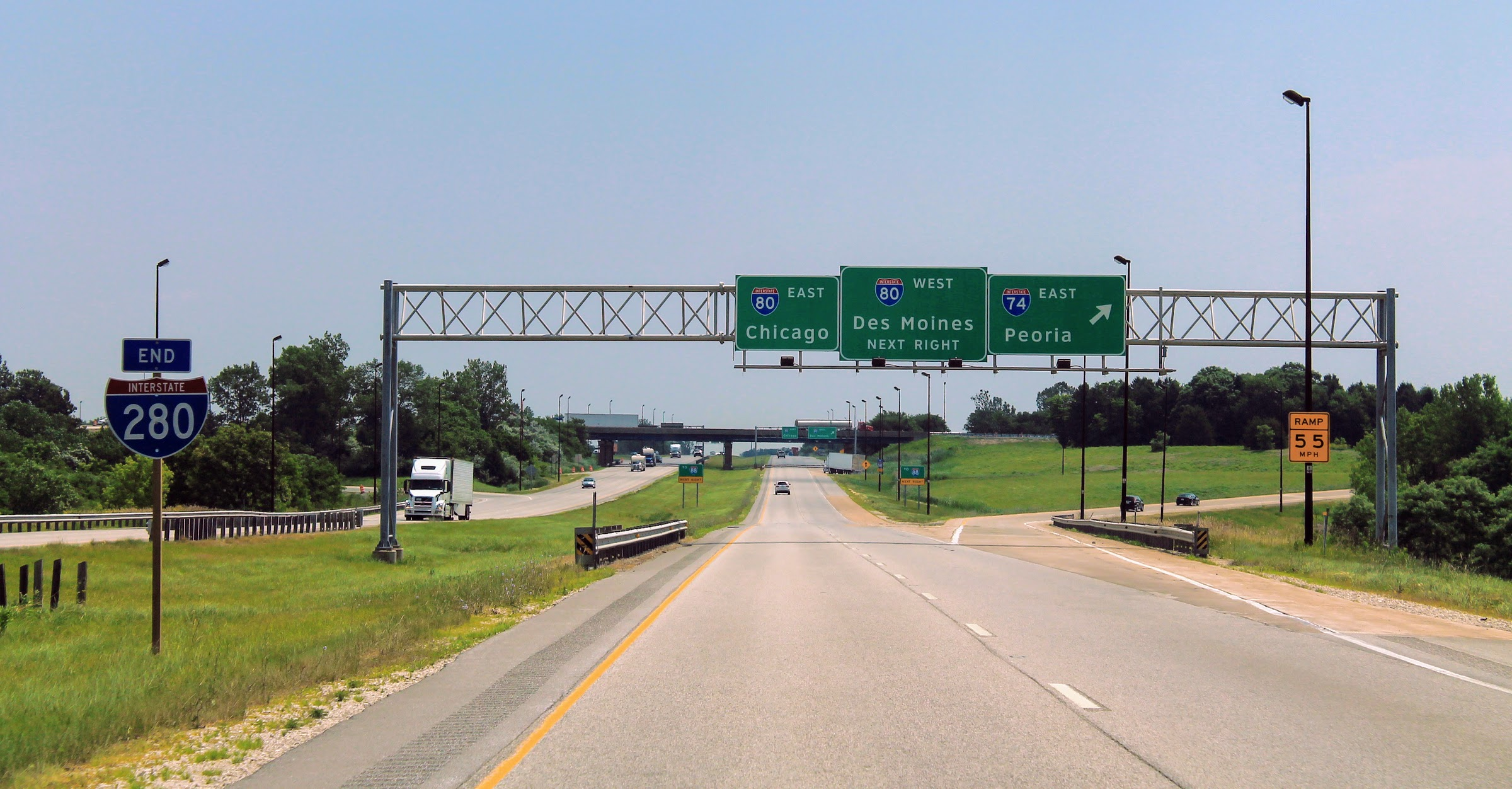
Terminus est de l'I-280

En Illinois, l'I-280 parcourt 17,6 miles (28,3 km). Elle longe d'abord la Rock River avant de rejoindre l'I-74 et de former un multiplex avec celle-ci près de l'Aéroport international de Quad Cities. Ce multiplex se poursuit jusqu'au terminus est de l'I-280.
Dans le quadrant sud-est de Quad Cities, l'I-280 en direction est devient l'I-80 est alors que l'I-80 arrive du nord. L'I-80 est (géographiquement sud) devient l'I-74 est. Cet échangeur s'appelle de Big X.

## Liste des sorties
| Interstate 280          |                    |       |       |                                  | | |
| Comté                   | Municipalité       | mi    | km    | Sortie                           | Intersections / Destinations                                                                             | Notes |
| Scott, IA               | Davenport          | 0,00  | 0,00  |                                  | I-80 / US 6 ouest / US 61 nord – Des Moines, Chicago                                                     | Terminus ouest du multiplex avec US 6 / US 61; sortie 290 de l'I-80 |
| Scott, IA               | Davenport          | 0,82  | 1,33  | 1                                | US 6 est / CR F58 ouest (Kimberly Road) – Walcott                                                        | Terminus est du multiplex avec US 6 |
| Scott, IA               | Davenport          | 4,53  | 7,28  | 4                                | CR F65 (Locust Street, 160th Street) – Université Saint Ambroise                                         | |
| Scott, IA               | Davenport          | 6,56  | 10,55 | 6                                | US 61 sud / US 61 Bus. (West River Drive) – Buffalo                                                      | Terminus est du multiplex avec US 61 |
| Scott, IA               | Davenport          | 8,30  | 13,36 | 8                                | Iowa 22 (en) / Great River Road (en) (Rockingham Road) – Buffalo                                         | |
| Fleuve Mississippi      | Fleuve Mississippi | 9,58  | 15,42 | Pont Sergeant John F. Baker, Jr. | Pont Sergeant John F. Baker, Jr.                                                                         | Pont Sergeant John F. Baker, Jr. |
| Rock Island, IL         | Rock Island        | 10,98 | 17,67 | 11                               | IL 92 (en) / Great River Road (en) – Andalusia, Rock Island                                              | Indiqué sortie 11A (ouest) et 11B (est) |
| Rock Island, IL         | Milan              | 14,96 | 24,08 | 15                               | Airport Road vers US 67 – Milan                                                                          | |
| Rock Island, IL         | Moline             | 17,79 | 28,63 | 18                               | I-74 ouest / US 6 vers US 150 – Aéroport de Quad City                                                    | Terminus ouest du multiplex avec I-74; indiqué sortie 18A (US 6 est) et 18B (I-74 / US 6 ouest) en direction est; indiqué sortie 5A (I-74 / US 6 ouest) et 5B (US 6 est) en direction ouest |
| Henry, IL               | Colona             | 26,98 | 43,42 |                                  | I-74 est / IL 110 (CKC) (en) ouest – Peoria I-80 / IL 110 (CKC) (en) est vers I-88 – Des Moines, Chicago | Terminus est du multiplex avec I-74 |
| - Terminus de multiplex |                    |       |       |                                  | | |